# Samir Aït Saïd
Samir Aït Saïd (Champigny-sur-Marne, 1º novembre 1989) è un ginnasta francese.

## Biografia
Ha rappresentato la Francia ai Giochi olimpici estivi di Rio de Janeiro 2016, dove ha riportato la frattura di tibia e perone della gamba sinistra nell'atterraggio dopo l'esecuzione di un volteggio.
Ai campionati mondiali di Stoccarda 2019 ha vinto la medaglia di bronzo negli anelli, terminando alle spalle del turco İbrahim Çolak e dell'italiano Marco Lodadio.
Il 5 luglio 2021 è stato designato come portabandiera della Francia assieme a Clarisse Agbegnenou ai Giochi di Tokyo 2020, dove si è classificato quarto negli anelli.

## Palmarès
- Mondiali

Stoccarda 2019: bronzo negli anelli.
- Europei

Birmingham 2010: argento negli anelli, bronzo nella gara a squadre.
Berlino 2011: argento nel volteggio.
Mosca 2013: oro negli anelli.
Sofia 2014: bronzo negli anelli.
Montpellier 2015: argento negli anelli.